# Trichoncus
Trichoncus Simon, 1884 è un genere di ragni appartenente alla famiglia Linyphiidae.

## Distribuzione
Le ventotto specie oggi attribuite a questo genere sono state reperite nella regione paleartica e dell'Africa orientale (Kenya): le specie dall'areale più esteso sono la T. affinis e la T. vasconicus, rinvenute in varie località dell'intera regione paleartica.

## Tassonomia
A giugno 2012, si compone di 28 specie:
1. Trichoncus affinis Kulczyński, 1894 — Regione paleartica
2. Trichoncus ambrosii Wunderlich, 2011 — Svizzera, Italia
3. Trichoncus aurantiipes Simon, 1884 — Marocco, Algeria, Tunisia
4. Trichoncus auritus (L. Koch, 1869) — Europa, Russia
5. Trichoncus gibbulus Denis, 1944 — Francia
6. Trichoncus hackmani Millidge, 1955 — Europa settentrionale e centrale
7. Trichoncus helveticus Denis, 1965 — Svizzera, Francia
8. Trichoncus hirtus Denis, 1965 — Corsica
9. Trichoncus hispidosus Tanasevitch, 1990 — Russia
10. Trichoncus hyperboreus Eskov, 1992 — Russia
11. Trichoncus kenyensis Thaler, 1974 — Kenya
12. Trichoncus lanatus Tanasevitch, 1987 — Georgia
13. Trichoncus maculatus Fei, Gao & Zhu, 1997 — Cina
14. Trichoncus monticola Denis, 1965 — Spagna
15. Trichoncus nairobi Russell-Smith & Jocqué, 1986 — Kenya
16. Trichoncus orientalis Eskov, 1992 — Russia
17. Trichoncus patrizii Caporiacco, 1953 — Italia
18. Trichoncus pinguis Simon, 1926 — Spagna
19. Trichoncus saxicola (O. P.-Cambridge, 1861) — Europa, Russia
20. Trichoncus scrofa Simon, 1884[3] — Francia, Isola di Maiorca, Italia
21. Trichoncus similipes Denis, 1965 — Portogallo
22. Trichoncus sordidus Simon, 1884 — Europa
23. Trichoncus steppensis Eskov, 1995 — Kazakistan
24. Trichoncus trifidus Denis, 1965 — Portogallo
25. Trichoncus uncinatus Denis, 1965 — Algeria
26. Trichoncus varipes Denis, 1965 — Europa
27. Trichoncus vasconicus Denis, 1944 — Regione paleartica
28. Trichoncus villius Tanasevitch & Piterkina, 2007 — Kazakistan

### Specie trasferite
- Trichoncus inerrans (O. P.-Cambridge, 1885); trasferita al genere Collinsia O. P.-Cambridge, 1913.
- Trichoncus pusillus Miller, 1958; trasferita al genere Heterotrichoncus Wunderlich, 1970.
- Trichoncus simoni (Lessert, 1904); trasferita al genere Trichoncyboides Wunderlich, 2008.
- Trichoncus vejdovskyi Miller, 1939; trasferita al genere Trichoncoides Denis, 1950.

### Sinonimi
- Trichoncus kulczynskii Miller, 1935; posta in sinonimia con T. auritus (L. Koch, 1869) a seguito di un lavoro di Thaler (1991a) .
- Trichoncus sordidatus Miller, 1947; posta in sinonimia con T. sordidus Simon, 1884 a seguito di un lavoro di Denis (1965c).